# Mycalesis noblemairei
Mycalesis noblemairei är en fjärilsart som beskrevs av Javet 1894. Mycalesis noblemairei ingår i släktet Mycalesis och familjen praktfjärilar. Inga underarter finns listade i Catalogue of Life.